# Mercatino di Natale di Bolzano

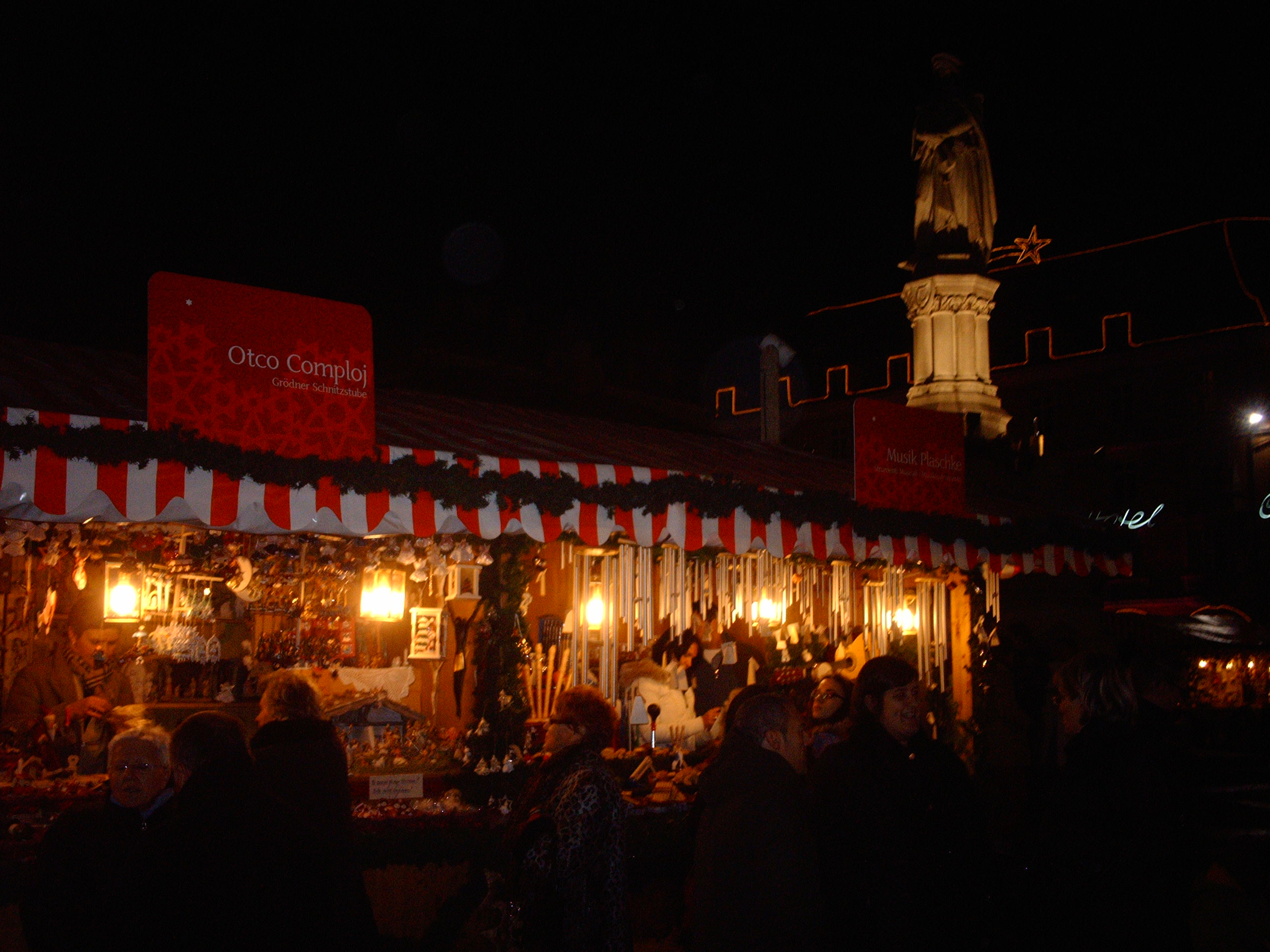
Mercatino di Natale di Bolzano

Il Mercatino di Natale di Bolzano o in tedesco Bozner Christkindlmarkt è una manifestazione commerciale che si tiene durante il mese di dicembre a Bolzano.
La sua istituzione, a Bolzano, nel 1990, è una delle prime del fenomeno di diffusione europea dei mercatini di Natale degli anni novanta.
Il Mercatino trova collocazione in piazza Walther (nel centro della città), alle spalle del Duomo. Da notare che il più antico "Mercatino di Natale" d'Italia rimane invece quello degli artisti artigiani che si trova in Piazza del Municipio, nel 1970. Dai mercatini altoatesini sono nate numerose imitazioni nel resto d'Italia.

## Storia

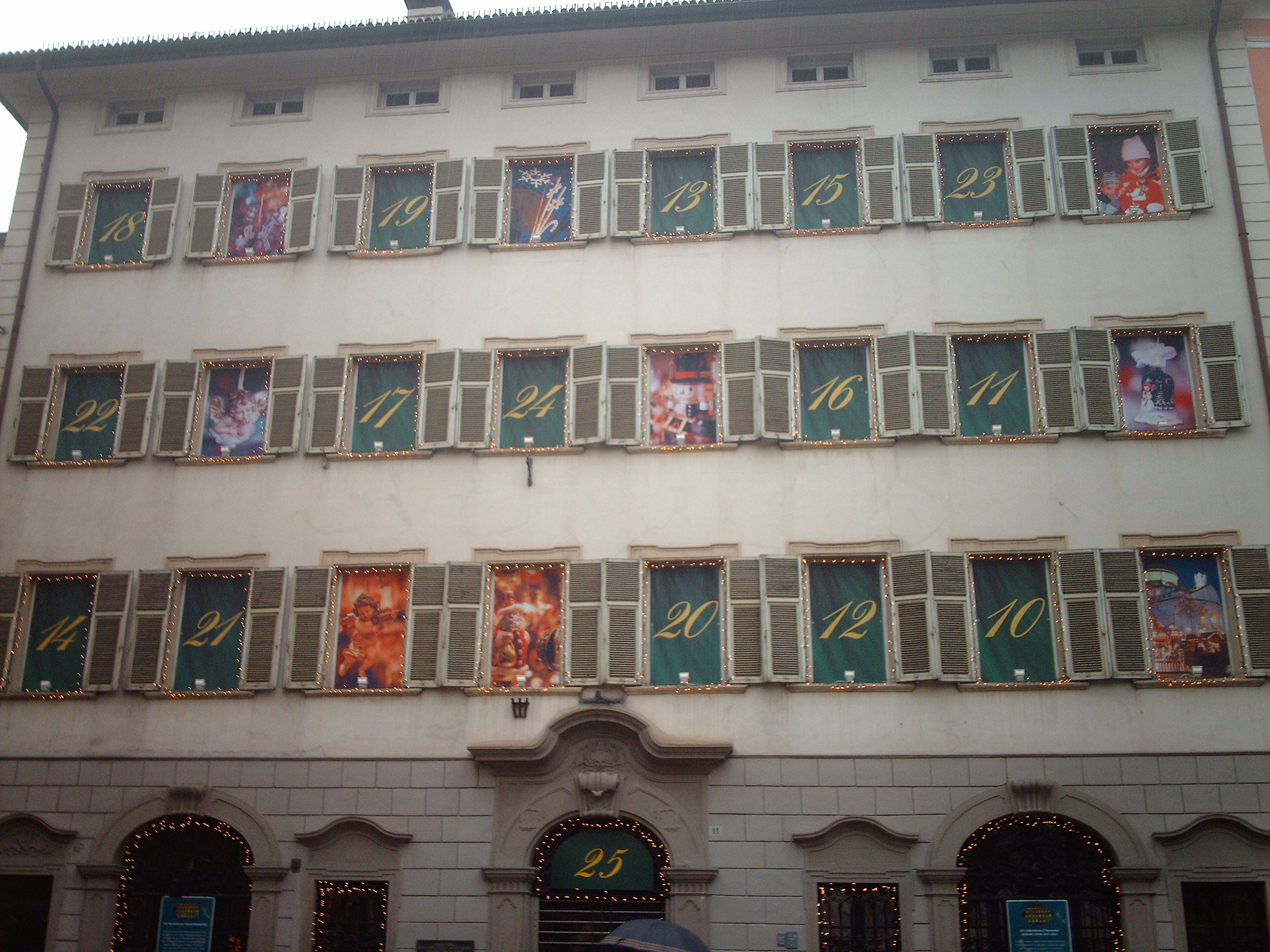
Il Palazzo Valierhaus quando viene allestito come Calendario dell'avvento

L'idea di realizzare un mercatino natalizio nella centrale piazza Walther nacque alla fine degli anni ottanta, quando alcuni organizzatori del Nürnberger Christkindlesmarkt, il mercatino di Natale di Norimberga, avevano proposto di creare un mercatino locale. La prima edizione si svolse nel 1990 e con gli anni il mercatino vide crescere la propria fama e la presenza turistica. Il mercatino di Natale di Bolzano è riuscito ad imporsi soprattutto con l'offerta particolare dell'artigianato e della gastronomia tirolesi.
Nel 2005 il mercatino ha raggiunto la soglia record di seicentomila visitatori.
Nel corso degli anni, alla manifestazione centrale in piazza Walther, si sono aggiunti altri mercatini natalizi, nel centro storico e non solo.
Nel 2006 nel centro storico si contano altri 4 mercatini dell'Avvento con un totale che supera i 150 stand. Dal 2006 fino al 2016 esisteva anche un secondo mercatino di Natale indipendente, ospitato nel cortile signorile di Palazzo Campofranco chiamato "Il bosco incantato" (Zauberwald).

## Il Palazzo del Calendario dell'Avvento
In piazza della Parrocchia (davanti al Duomo), a pochi passi da piazza Walther, la facciata della casa natale dell'astronomo Max Valier, che ospita gli uffici di Südtirol Marketing (o Alto Adige Marketing), viene trasformata in un classico Calendario dell'avvento.

Le 24 finestre, illuminate da miriadi di lucette, contengono immagini natalizie che vengono scoperte di giorno in giorno all'apertura della finestra. Molti visitatori trovano tale "monumento natalizio" caratteristico ed originale.

## Altre manifestazioni
Nello stesso periodo nel centro storico e in altre zone della città sono presenti altri mercatini natalizi:
- Mercatino di Natale "Il Bosco incantato" (Zauberwald) nel cortile di Palazzo Campofranco;
- Rassegna Mercato Artistico in Piazza del Municipio;
- Mercatino di Natale della Solidarietà in piazza del Grano;
- Avvento a Gries: Mercatino di Natale in piazza Mazzini;
- Avvento in via Roma: Mercatino di Natale nella piazzetta di via Roma;
- Festa delle Api (Bienenfest, l'8 dicembre) in via Resia a Don Bosco.

## La Lunga Notte dei Musei
Ogni anno a Bolzano si svolge, solitamente in coincidenza col primo venerdì d'apertura del Mercatino di Natale, la "Lunga Notte dei Musei": durante questa manifestazione i musei rimangono aperti fino all'una di notte e l'ingresso è libero a partire dalle 17. La serata si divide in una prima parte dedicata alle famiglie ed una con un programma che coinvolge maggiormente gli adulti.

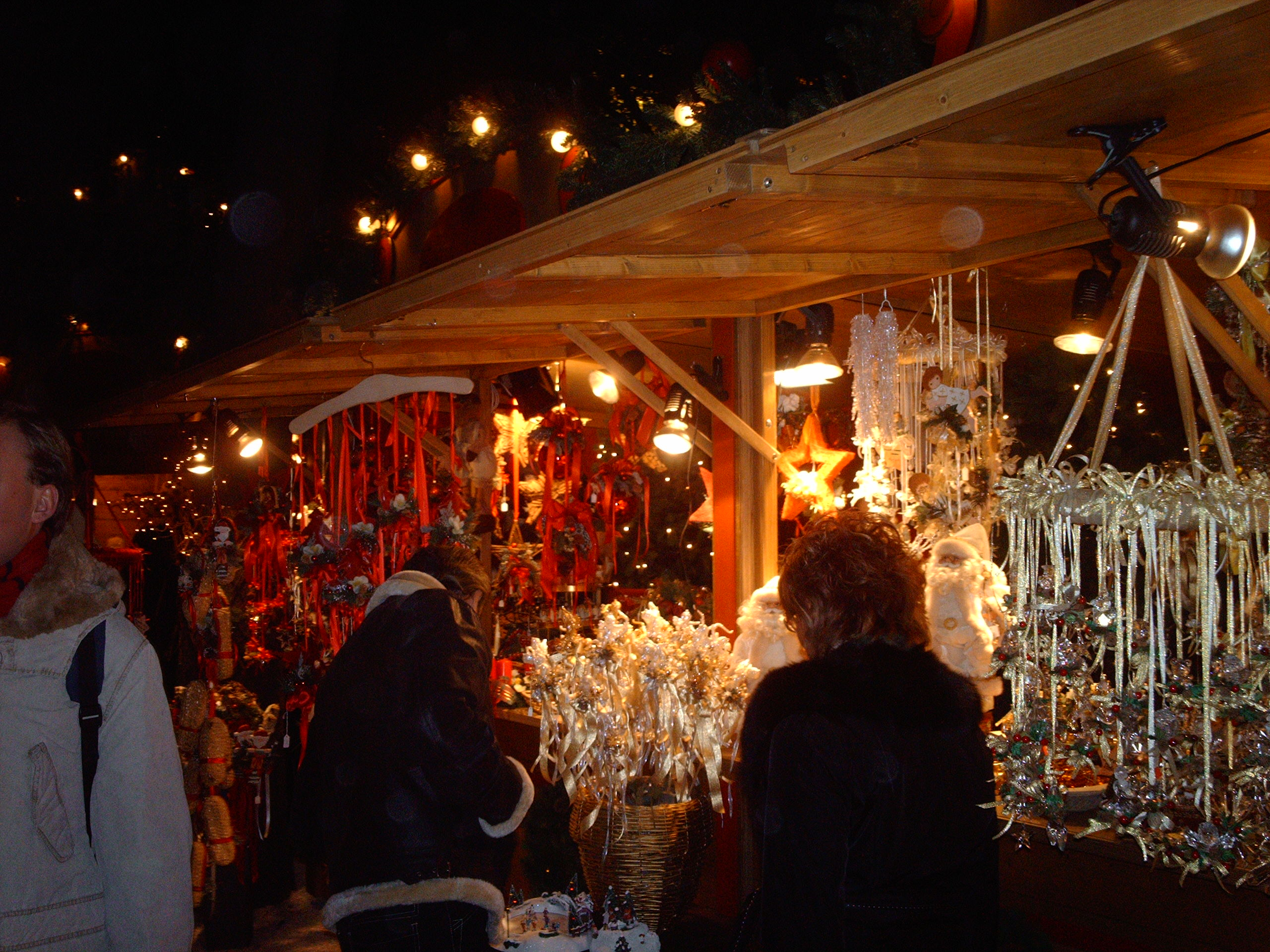
Il "Bosco incantato" (Winterwald) nel cortile di Palazzo Campofranco
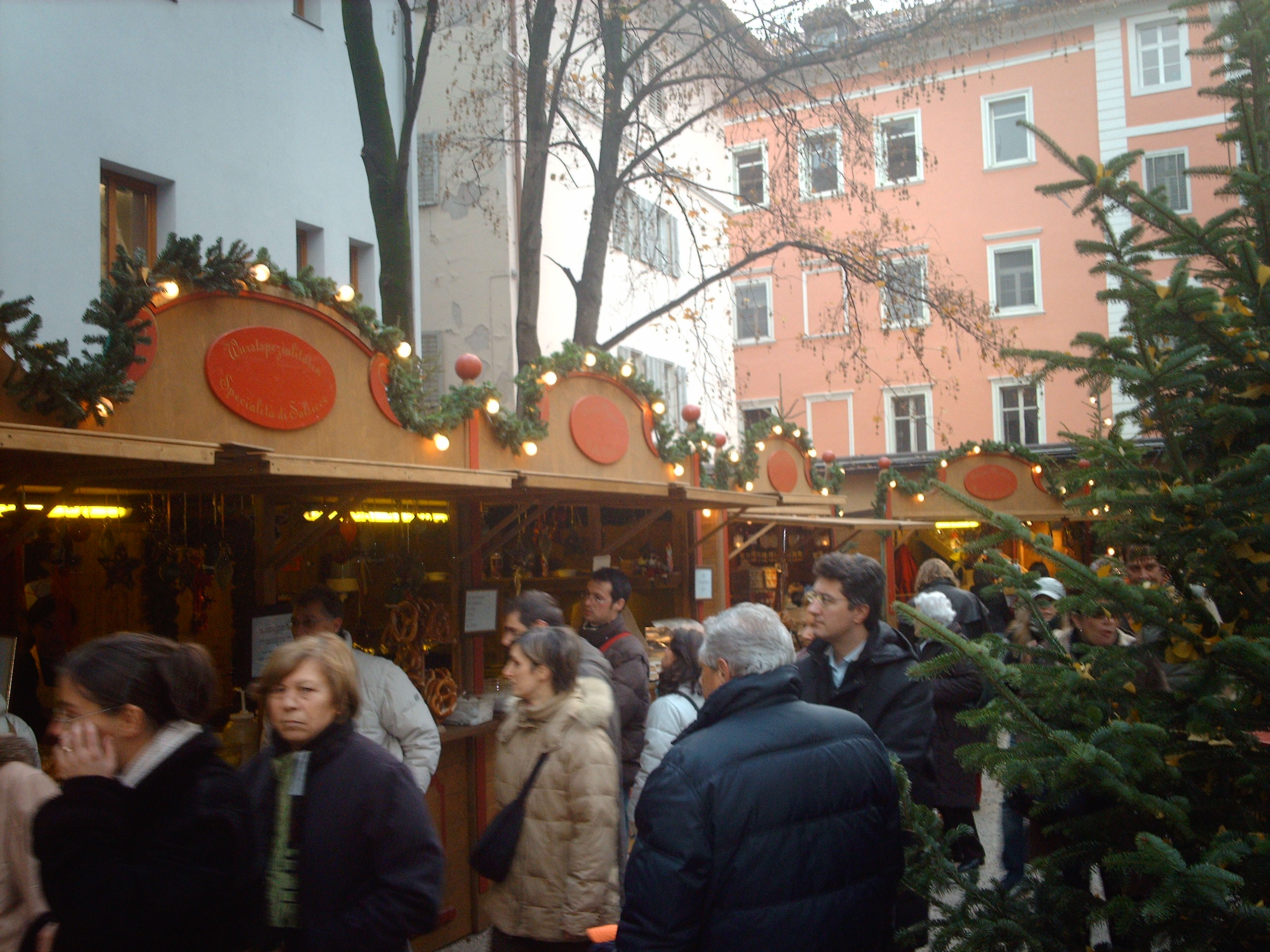
Il "Bosco incantato", il secondo mercatino di Natale del centro
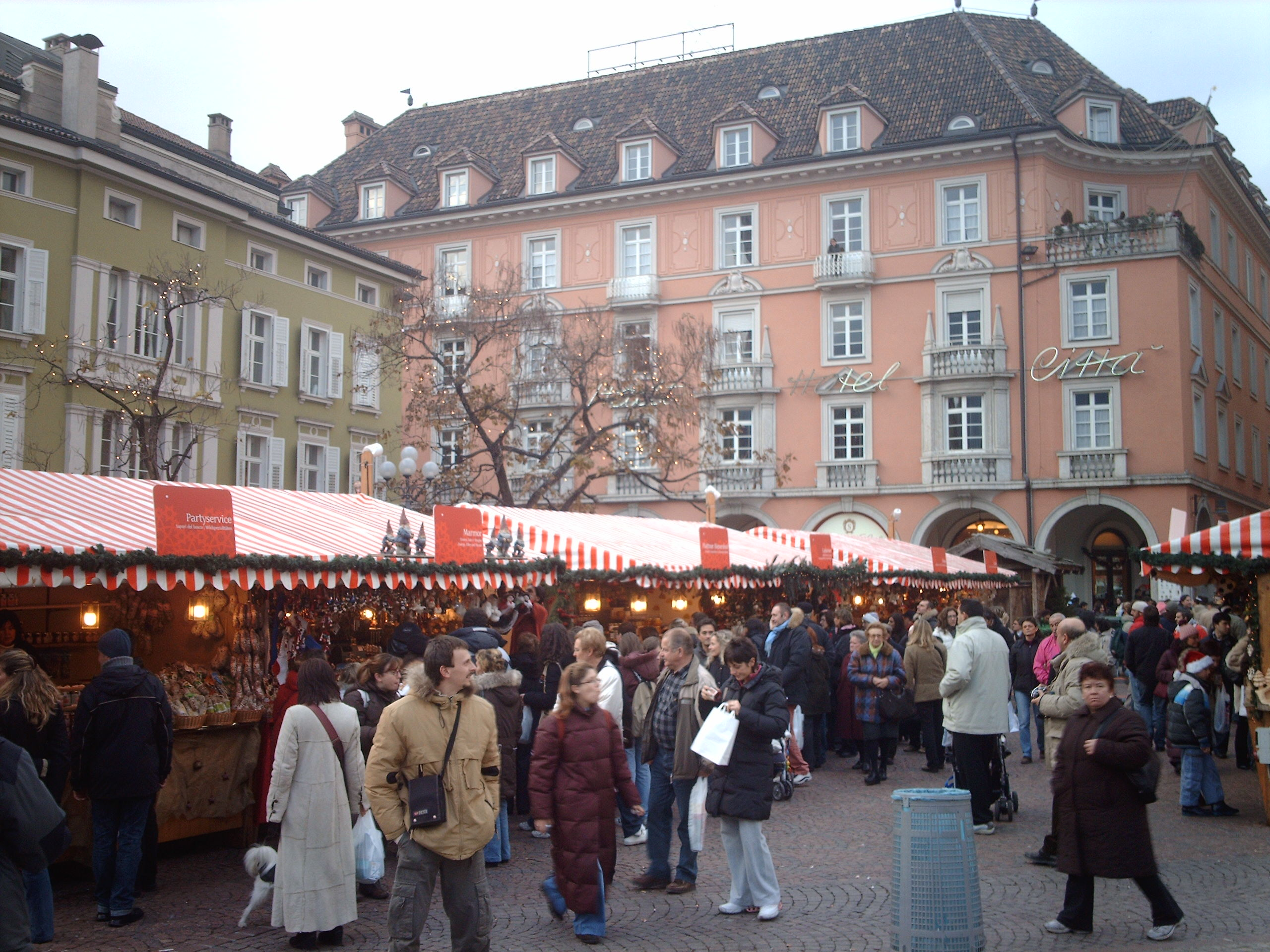
Christkindlmarkt
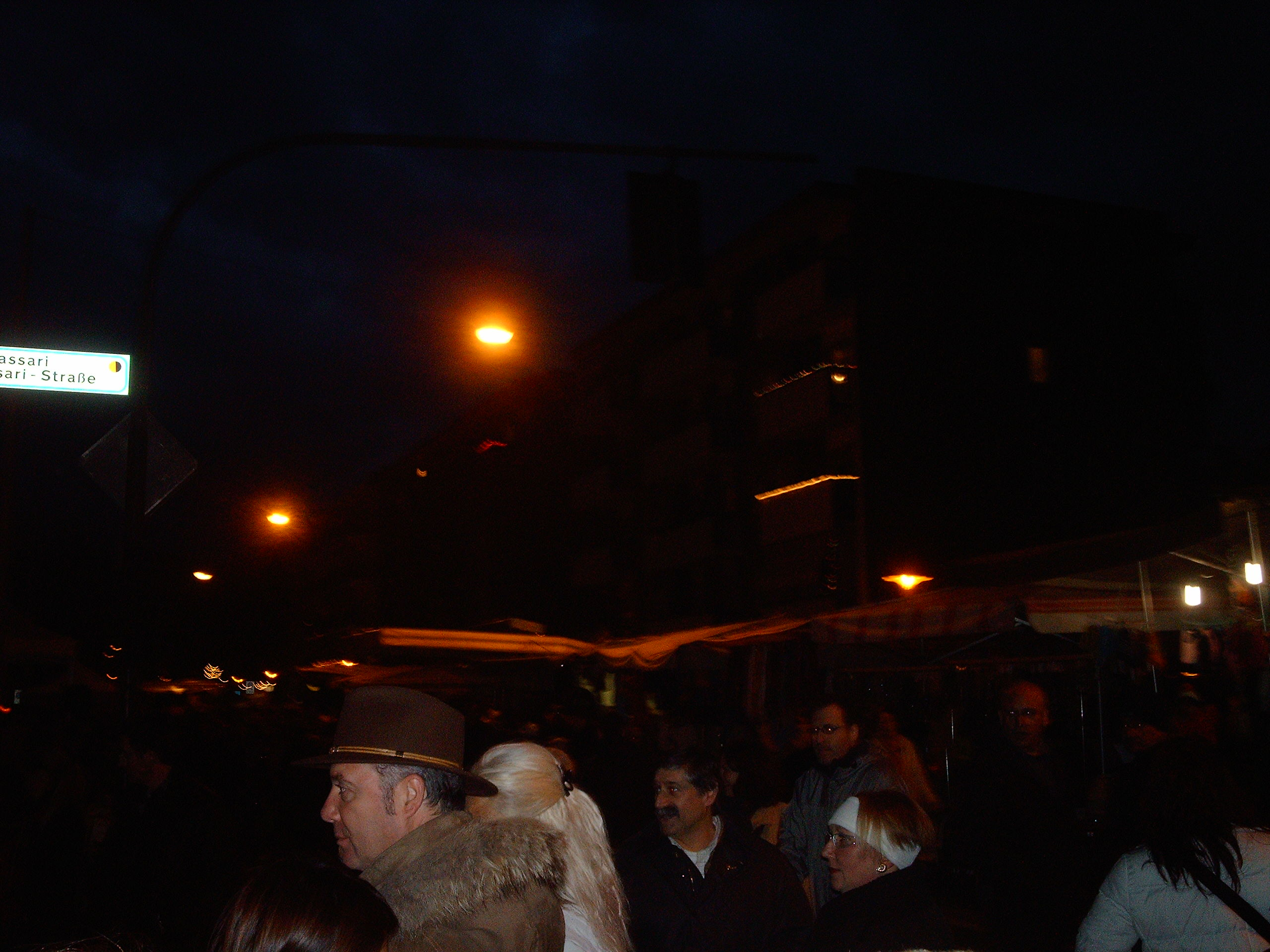
Festa delle Api di sera